# Лиссабонское землетрясение
Великое лиссабонское землетрясение произошло 1 ноября 1755 года, в 9:20 утра. Оно превратило в руины Лиссабон, столицу Португалии, и стало одним из самых разрушительных и смертоносных землетрясений в истории, унеся жизни около 90 тысяч человек за 6 минут. За подземными толчками последовали пожар и цунами, причинившее особенно много бед в силу прибрежного расположения Лиссабона. Землетрясение обострило политические противоречия в Португалии и прекратило колониальные амбиции, имевшиеся у страны в XVIII веке. Событие широко обсуждалось европейскими философами эпохи Просвещения и способствовало дальнейшему развитию концепций теодицеи. Это первое изученное наукой землетрясение послужило толчком к зарождению современной сейсмологии. В настоящее время геологи оценивают магнитуду Лиссабонского землетрясения около 8,7. Эпицентр землетрясения находился в Атлантическом океане, примерно в 200 километрах юго-западнее от мыса Сан-Висенте. Восстановлением города после землетрясения руководил маркиз де Помбал.

## Землетрясение
Землетрясение произошло утром 1 ноября в католический праздник — День всех святых. Согласно сохранившимся описаниям, землетрясение продолжалось от трёх с половиной до шести минут, вызвав огромные трещины в земле, шириной до пяти метров, отделившие центр города от остальной суши. Оставшиеся в живых устремились к казавшимся безопасными докам и увидели, что вода отступила, обнажив дно моря с обломками кораблей. Через несколько минут после землетрясения огромное цунами накрыло гавань и центр города, устремившись вверх по течению реки Тежу. За ним последовало ещё две волны. Районы города, не затронутые цунами, были уничтожены пожарами, продолжавшимися пять дней.
Лиссабон был не единственным португальским городом, пострадавшим в этой катастрофе. Во всех южных районах страны, в частности, в провинции Алгарве, разрушения были колоссальны. Толчки ощущались по всей Европе вплоть до Финляндии, и в Северной Африке. Цунами высотой до 20 метров обрушилось на побережье Северной Африки и острова Мартиника и Барбадос в Карибском море. Трёхметровое цунами принесло разрушения южному побережью Англии.
Из 275 тысяч человек, населявших Лиссабон, погибло более 90 тысяч. Ещё 10 тысяч погибло на средиземноморском побережье Марокко. 85 % зданий были разрушены, включая знаменитые дворцы, библиотеки, так же, как и лучшие образцы характерной португальской архитектуры XVI века. Здания, которые не были разрушены землетрясением, стали добычей огня. Новое здание Оперы, открытое всего шестью месяцами ранее (под несчастливым названием Опера Феникс), землетрясение сравняло с землёй. Королевский дворец, который находился прямо за рекой Тежу на месте современной площади Терейру ду Пасу, был полностью разрушен землетрясением и цунами. В дворцовой библиотеке находились 70 тысяч томов, а также сотни произведений искусства, включая картины Рубенса, Тициана и Корреджо. Всё это было безвозвратно утеряно. Вместе с дворцом погибли и королевские архивы с описаниями путешествий Васко да Гамы и других мореплавателей. Было разрушено множество церквей, соборов и крупнейшая больница города. Могила национального героя — Нуну Алвареша Перейры — была утрачена. Гости Лиссабона до сих пор могут посетить руины монастыря кармелиток, которые были сохранены в память о землетрясении.
Описано, что животные предчувствовали опасность и стремились забраться на возвышенности до прибытия воды. Это первое задокументированное описание этого феномена в Европе.

## Социальное и философское значение катастрофы
Весть о португальской трагедии за считанные дни облетела всю Европу, чего не случалось раньше. Связано это было с появлением в эпоху Просвещения журналистики и распространением регулярных газет, которые донесли новости о стихийном бедствии до читателей в самых разных странах, при этом всячески преувеличивая масштаб трагедии. Число погибших было раздуто до миллиона. Те, кто не умел читать, узнавали о событии из лубочных гравюр с видами разрушенного города.
Последствия землетрясения не ограничились разрушенными домами. Лиссабон был столицей католической страны, построившей множество церквей и занимавшейся миссионерством в колониях. Более того, стихия обрушилась на город в важный католический праздник и разрушила почти все церкви. Эта катастрофа с новой остротой поставила перед философами и теологами эпохи Просвещения вопрос о «жестокости Бога».
Землетрясение сильно повлияло на мыслителей того времени. Многие философы упомянули это событие в своих произведениях, особенно Вольтер в романе «Кандид, или Оптимизм» и «Поэме на бедствие в Лиссабоне». Прихоть стихии навела вольтерова Кандида на сатиру в адрес идеи, что мы живём в «лучшем из возможных миров»; как написал Теодор Адорно, «Лиссабонское землетрясение излечило Вольтера от теодицизма Лейбница». Ныне по влиянию на философию и культуру Лиссабонское землетрясение даже сравнивают с Первой мировой войной.
Концепция божественного вмешательства, хотя и существовала до 1755 года, была разработана в философии Иммануилом Кантом как часть его попыток осмыслить чудовищность землетрясения и цунами. Кант опубликовал три текста о Лиссабонском землетрясении. В молодости он, зачарованный этим событием, собрал всю доступную ему информацию и использовал её для создания теории о причинах землетрясения. Кант полагал, что землетрясения происходят в результате обрушения огромных подземных пустот. Будучи ошибочной, эта концепция всё же стала одной из первых естественнонаучных теорий, объяснявших природные процессы естественными причинами. Брошюра молодого Канта, возможно, положила начало научной географии и, безусловно, сейсмологии.
Некоторые исследователи (например, Вернер Хамахер) полагают, что землетрясение воздействовало не только на умы философов, но и на их язык. Утверждается, что именно землетрясение дало дополнительный смысл словам «основы, фундамент» и «сотрясение, толчок».
Церковь адвентистов седьмого дня рассматривает Лиссабонское землетрясение как исполнение новозаветного пророчества: 

И когда Он снял шестую печать, я взглянул, и вот, произошло великое землетрясение, и солнце стало мрачно как власяница, и луна сделалась как кровь
— Откр. 6:12
.

## Действия властей после землетрясения
Восстановлением города после землетрясения руководил маркиз де Помбал, фаворит короля Жозе I. В историю он вошел приписываемым ему ответом на вопрос, что надо делать: «Похороните мертвых и исцелите живых». Чтобы множество разлагающихся трупов не вызвали эпидемию, тела погибших, вопреки обычаям католической церкви, грузили на баржи и топили в океане. Помбал организовал снабжение жителей продовольствием с военных складов и создание палаточных лагерей для тех, кто лишился жилья. Жестоко пресекалось мародерство. В особом палаточном лагере жила и королевская семья с придворными и правительством, так как королевский дворец тоже был разрушен. В итоге почти полностью разрушенный средневековый Лиссабон был заново отстроен и превращён в одну из самых современных и элегантных столиц Европы.

## Рождение сейсмологии
Действия премьер-министра не ограничились восстановлением разрушений. Маркиз Помбал приказал разослать во все провинции страны опросы о землетрясении и его последствиях. Он включал в себя следующие вопросы:
- Как долго продолжалось землетрясение?
- Сколько было афтершоков?
- Какого типа разрушения случились?
- Не вели ли себя странно животные? (Этот вопрос предвосхитил исследования китайских сейсмологов в 1960-х годах).
- Что произошло со стенами и колодцами?

Ответы на эти и другие вопросы до сих пор хранятся в национальном архиве Португалии. Изучая эти точные данные, современным учёным удалось реконструировать событие. Без опроса, проведённого Помбалом, это было бы невозможно. Геологические причины, вызвавшие это землетрясение, и сейсмическая активность региона продолжают обсуждаться современными учёными.